# إرنست باين
إرنست باين (بالإنجليزية: Ernest Payne)‏ مواليد 23 ديسمبر 1884 في وستر، إنجلترا، المملكة المتحدة - الوفاة 10 سبتمبر 1961، كان دراج إنجليزي في صنف سباق الدراجات على المضمار. سبق أن شارك في دورة الألعاب الأولمبية الصيفية وفاز بميدالية أولمبية.

## الميداليات
| الميدالية | المسابقة                       |
| --------- | ------------------------------ |
| ذهبية     | الألعاب الأولمبية الصيفية 1908 |

## روابط خارجية
- إرنست باين على موقع أرشيف الدراجات (الإنجليزية)
- إرنست باين على موقع أوليمبيديا (الإنجليزية)
- إرنست باين  على موقع SportsReference  - سبورتس رفرنس